# Shijōnawate
Shijōnawate (jap. 四條畷市 Shijōnawate-shi) – miasto w Japonii (prefektura Osaka) położone w aglomeracji Osaki.

## Położenie
Miasto leży we wschodniej części prefektury Osaka. Graniczy z:
- Daitō
- Neyagawą
- Katano
- Ikoma w prefekturze Nara

## Historia
Miasto otrzymało status miejski szczebla -shi (市) 1 lipca 1970 roku.